# Edgar Seipenbusch
Edgar Seipenbusch (* 18. August 1936 in Velbert; † 11. April 2011) war ein deutsch-österreichischer Komponist, Dirigent und Musikdirektor.

## Leben
Seipenbusch erhielt bereits als Siebenjähriger Geigen- und Klavierunterricht und gab mit zwölf Jahren seine ersten Konzerte. Ab 1956 studierte er an der Hochschule für Musik und Tanz Köln Geige, Klavier, Komposition und Kammermusik, unter anderem bei Frank Martin. Seine künstlerische Laufbahn begann er als Konzertmeister des Rheinischen Kammerorchesters in Köln. 1962 absolvierte er unter anderem bei Hans Swarowsky ein Dirigentenstudium an der Universität für Musik und darstellende Kunst Wien, das er mit Auszeichnung abschloss.
Sein erstes festes Engagement für zwei Jahre hatte er am Stadttheater in St. Pölten. Ab 1967 war er fünf Jahre lang erster Kapellmeister an der Grazer Oper. 1972 wechselte er nach Innsbruck, übernahm die Kapellmeisterklasse des Tiroler Landeskonservatoriums, später auch die Leitung des Orchesters, und wirkte bis 1992 als Generalmusikdirektor der Stadt Innsbruck (und Chefdirigent des Tiroler Symphonieorchesters). Nachdem er dieses Amt an den Niederländer Kasper de Roo abgegeben hatte, folgten Jahre der Lehrtätigkeit am Innsbrucker Konservatorium und Gastdirigate in Europa. Ab 1995 war er Dirigent der Wiener Kammeroper sowie des Festivals „Mozart in Schönbrunn“. Neben seiner Konzerttätigkeit im In- und Ausland lehrte er auch am Mozarteum.

## Auszeichnungen
- Ehrenzeichen für Kunst und Kultur der Stadt Innsbruck, 1976[5]
- Verdienstkreuz der Stadt Innsbruck, 1993[1]
- Verdienstkreuz des Landes Tirol